# 台鐵郵政行李車
台鐵郵政行李車（英語：Mail & Baggage Car with Brake Van，MBK），為臺灣鐵路公司（原臺灣鐵路管理局，略稱臺鐵或臺鐵局）於1981年委託唐榮鐵工廠，將鐵路客車車廂設計成具有處理郵務及運送行李及包裹用途混合車廂，配置郵件處理室是其特點。

## 概要
公路運輸尚在發展的年代，鐵路是行李託運及郵局包裹最為便利的運輸形式。台鐵和郵局的淵源，最早從清代開始，當時的火車票即是以郵票形式販售:180。此外因為當時的客車空間有限，大件行李需要集中運送，郵政行李包裹運送的相關業務因應而生。臺鐵郵政行李車的紀錄最早出現於1899年台灣日治時期，是由篷車改造而來，1917年，郵務分離的純運送行李車輛首度出現，戰後業務需求量持續增長，台鐵直到1961年才確立了增開行李包裹專列（簡稱行包專列），需要郵局安排人員隨車處理各式各樣的郵政業務，當時的郵政行李車除了12輛向日本購入的BK32400型行李車之外，大多使用改造汰換下來的客車車廂作為代用行李車。火車郵局全線有28個，編號為1火至28火，郵戳上稱謂也非常簡單，分別為「一火」至「二八火」:180，全盛時期整年度運超過640萬件貨物，各級列車都曾附掛行李車，協助行李托運和包裹運送:36。1981年，台鐵決定委託唐榮鐵工廠製造15輛的郵政行李車，規劃郵務人員的專屬分信空間，於1981年先交付2輛，1982年將其餘13輛交付完畢:63:180。
雖然新建了車輛，但隨著公路發達以及宅配物流業興起，台鐵的行包專列運務逐年縮減，1989年3月，西部幹線的火車郵局全面撤銷，只剩下台北蘇澳間以及台北台東間的10個班次。之後陸續裁撤，1992年時減至台北蘇澳間的23火和24火，以及台北台東間的11火和18火:180。2003年全面取消火車郵局的運作，行包業務持續，但也面臨減班，到2008年僅只平日一班次，由高雄花蓮間經山線往返。2016年改成每週二至週四開行3天，由潮州經山線花蓮間往返:37，同年決議取消PP快遞，之後僅存一行包專列運行（6901－6902次）以及部分莒光號列車加掛郵政行李車或區間車隔出部份車廂代行辦理行包業務。2019年2月27日，6902次行包專列駛出最後一往返的運用後，於同年3月1日走入歷史:44。

## 外觀與內裝
外觀塗裝部分，45MBK80001型為莒光號列車的橘色塗裝，其餘14輛為普通車藍色塗裝，於郵務區位置有郵局的「郵」字表記。車輛外型為標準的20公尺，於車體兩端均設置有上下台門樣式採用推拉式扇門，車體中央則多增設兩處供包裹上下的專用車門，與BK32400型的設計相同；另外在車窗位置略做調整，於郵務分信端多設置一窗口:63。
車廂內裝除了天花板及地板，包括架子欄杆全數均塗上顯眼的橘色油漆，內部分為三個區域：前段有「郵」字表記的郵務分信處理區，設置分信架並安裝圓形座椅提供郵局人員使用，中段是放置包裹與行李的區域有設置行李架，後段則是守車配置，供車長、機車行包司事及雜貨行包司事乘坐辦公，區域之間僅以欄杆區分。天花板為白色美耐板，地面鋪設木板，郵務區另外加鋪灰黑色塑膠地墊，另外為了預防貨物搬運時撞擊損壞燈具及車窗，在燈具或車窗旁均設有保護欄杆，與40BK32400型行李車內部相同:64。

## 車輛形式及運用
45MBK80000型郵政行李車為專用專造，於1981年到1982年之間由唐榮鐵工廠所生產專用車型共15輛，安裝空調列車用的440V三相交流電專用電纜，能附掛於由台鐵無動力空調客車所組成的列車，郵政車型裡唯一能使用電力及空調車型，截至2025年7月4日在籍10輛，配屬高雄機務段。45MBK80001、80003、80005～80007已報廢除籍:63。
45MBK80000型製造之前，臺鐵分別於1969年及1970年向日本購入的12輛BK32410型行李車，經過多次改造延續使用，高雄機務段配屬8輛在籍:60。另外將兩款汰換下來的普通車廂TP/TPK32850、TP/TPK32200型改造為代用行李車來使用，同樣配屬高雄機務段共14輛在籍:65。
行包專列行駛時期，郵政行李車、代用行李車以及電源行李車等3種車輛會依貨量以混編形式運用。2019年起，改以定期不固定車輛附掛在莒光號列車的形式接受託運。2022年起固定加掛MBK郵政行李車，車次為：潮州往花蓮的554次、花蓮往臺東的602次、臺東往彰化的653次、彰化往潮州的501次，各加掛2輛；臺東至新左營間的701次及708次，加掛1輛。2022年9月起，逢週末行駛的潮州往臺東的666次，以及臺東往潮州667次，加掛1輛。2024年起，莒光號附掛行李車為653、554、501、602、727、708、503車次。

## 圖片集

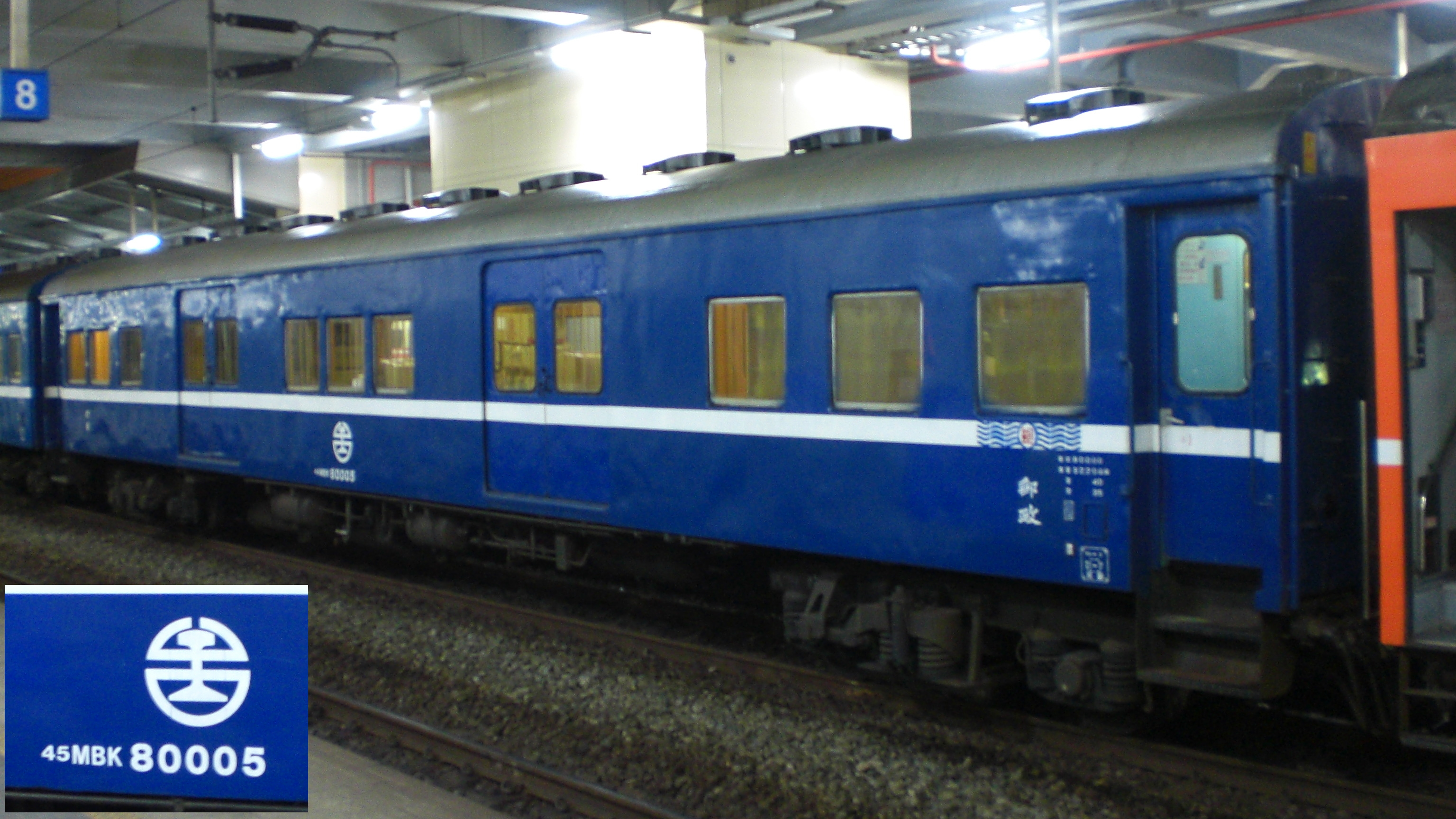
台鐵郵政行李車MBK80005於七堵車站
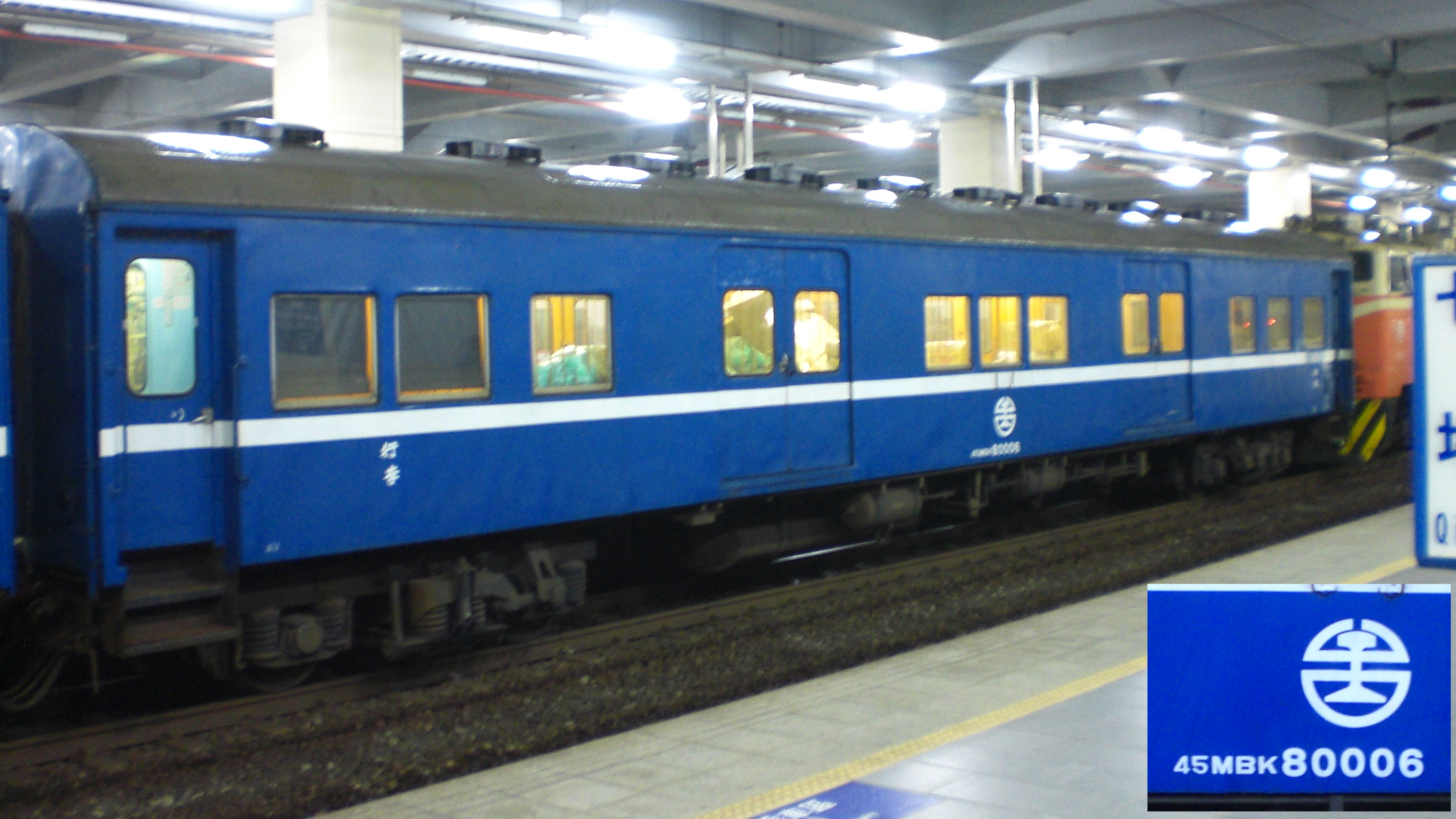
台鐵郵政行李車MBK80006於七堵車站
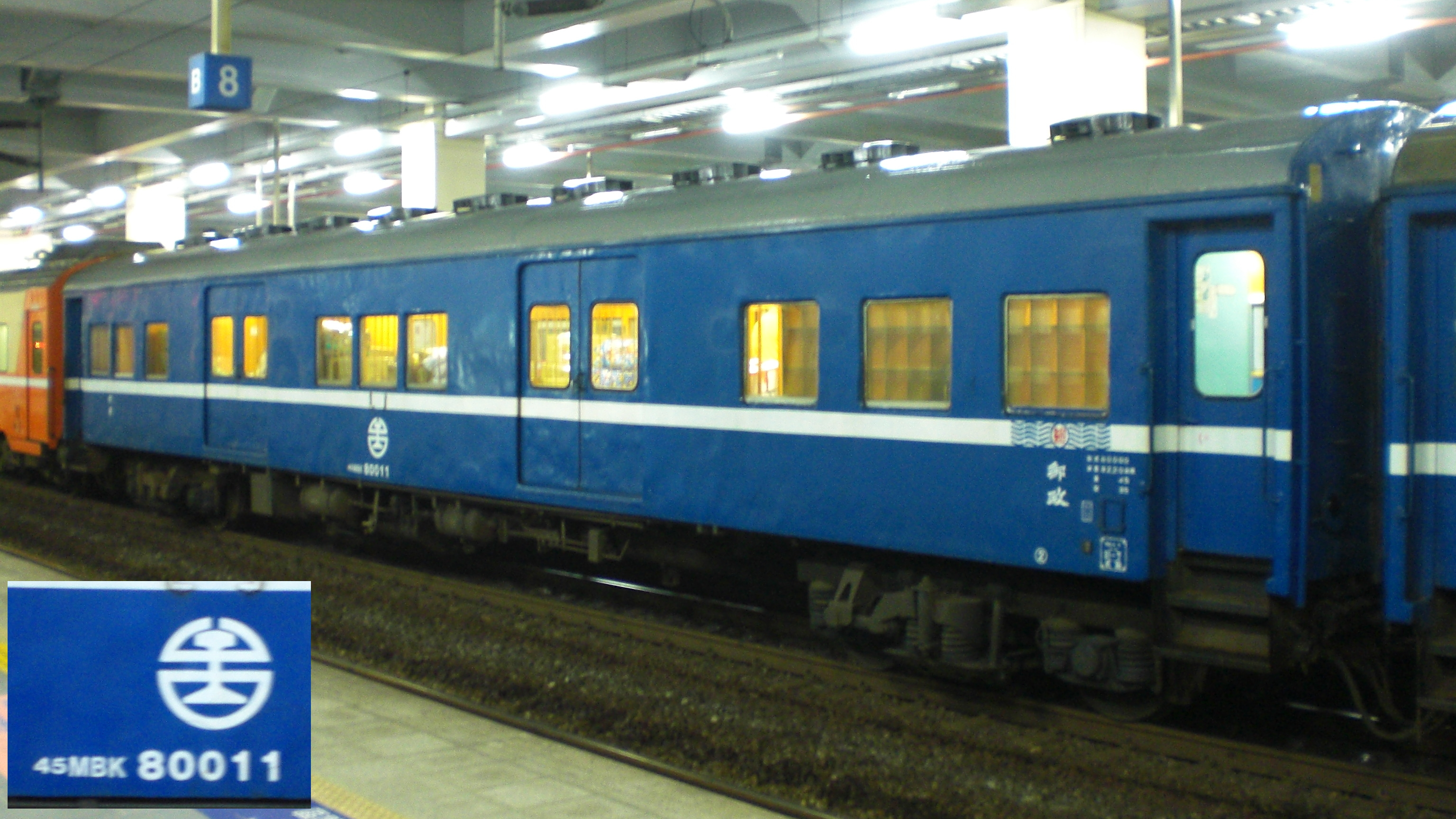
台鐵郵政行李車MBK80011於七堵車站

## 相關研究
- 台鐵代用行李車
- 台鐵電源行李車

## 外部連結
- 外觀內裝參考：台鐵45MBK80000型郵政行李車 （页面存档备份，存于）
- 行走裝置參考：TRA 45MBK80000 Type Mail ＆ Baggage Car with Brake Van （页面存档备份，存于）
- 初代行李車：鐵博館藏BK32402號行李車
- 鐵道情報延伸閱讀：【告別時光】鐵路物流走向終點站─行李包裹專車定期運用終了 （页面存档备份，存于）